# Tir à l'arc aux Jeux paralympiques
Le tir à l'arc, aussi nommé para-archerie, a fait sa première apparition lors des Jeux paralympiques d'été de 1960 et a été contesté à tous les Jeux paralympiques d'été.
les épreuves sont contestées par des handicapés moteurs dans des catégories individuelles et par équipes mixte. Les archers sont classés en fonction du degré de leur handicap et de leur arme. À la différence du tir à l'arc aux Jeux olympiques, il existe des épreuves d'arc classique et des épreuves d'arc à poulies.

## Classification des handicaps
Les archers reçoivent une classification en fonction du type et de l'ampleur de leur handicap. Le système de classification permet de rivaliser avec les autres archers avec le même niveau de handicap. Le tir à l'arc se pratique en fauteuil roulant ou debout toutefois, Les athlètes debout peuvent s'appuyer sur un haut tabouret si nécessaire, notamment s'ils souffrent de problèmes d'équilibre, selon leur handicap.
Avant les jeux de Rio en 2016, Les athlètes atteints de handicap moteur étaient classés en trois catégories :
- ARW1 : athlètes tétraplégiques, avec des limitations motrices des quatre membres. Ils participent aux épreuves en fauteuil roulant.
- ARW2 : athlètes paraplégiques, avec des limitations motrices des membres inférieurs. Ils participent aux épreuves en fauteuil roulant.
- ARST : athlètes qui ont des limitations motrices des membres inférieurs mais qui sont capables de marcher.

Cependant, depuis les Jeux paralympiques d'été de 2016, les classifications en fauteuils roulants ont fusionné et la classification debout (ST) est remplacée par la classification Open. La classification W1 des arches en fauteuil roulant a été gardée.
Les nouvelles classifications au tir à l'arc sont les suivantes :
- Open  - Athlètes en fauteuil roulant ou qui ont un trouble de l'équilibre et tirant debout ou en se reposant sur un tabouret. Cette catégorie se compose d'une épreuve par type d'arc (classique ou à poulies);
- W1 - Athlètes en fauteuil roulant handicapés des quatre membres. Les athlètes W1 peuvent tirer avec un arc classique ou avec un arc à poulies dans une même épreuve, modifié à partir des règles standard[3],[4].

## Tableau des médailles
Le tableau ci-dessous présente le bilan, par nations, des médailles obtenues en tir à l'arc lors des Jeux paralympiques d'été, de Rome 1960 à Tokyo 2020. Le rang est obtenu par le décompte des médailles d'or, puis en cas d'ex aequo, des médailles d'argent, puis de bronze.
| Rang | Nation                       | Or | Argent | Bronze | Total |
| ---- | ---------------------------- | -- | ------ | ------ | ----- |
| 1    | Royaume-Uni                  | 21 | 24     | 23     | 68    |
| 2    | États-Unis                   | 20 | 8      | 16     | 44    |
| 3    | Corée du Sud                 | 16 | 11     | 15     | 42    |
| 4    | France                       | 16 | 11     | 12     | 39    |
| 5    | Allemagne de l'Ouest         | 15 | 9      | 8      | 32    |
| 6    | Chine                        | 14 | 9      | 7      | 30    |
| 7    | Italie                       | 8  | 13     | 12     | 33    |
| 8    | Afrique du Sud               | 6  | 4      | 1      | 11    |
| 9    | Iran                         | 6  | 3      | 3      | 12    |
| 10   | Japon                        | 5  | 12     | 9      | 26    |
| 11   | Suède                        | 5  | 5      | 3      | 13    |
| 12   | Belgique                     | 4  | 6      | 2      | 12    |
| 13   | Finlande                     | 4  | 5      | 3      | 12    |
| 14   | Rhodésie                     | 4  | 0      | 0      | 4     |
| 15   | Australie                    | 3  | 9      | 5      | 17    |
| 16   | Tchéquie                     | 3  | 5      | 3      | 11    |
| 17   | Norvège                      | 3  | 3      | 3      | 9     |
| 18   | Autriche                     | 3  | 2      | 1      | 6     |
| 19   | Canada                       | 3  | 0      | 2      | 5     |
| 20   | Pays-Bas                     | 2  | 9      | 3      | 14    |
| 21   | Pologne                      | 2  | 4      | 3      | 9     |
| 22   | Suisse                       | 2  | 3      | 4      | 9     |
| 23   | Allemagne                    | 2  | 1      | 3      | 6     |
| 24   | Russie                       | 2  | 1      | 2      | 5     |
| 25   | Danemark                     | 2  | 0      | 2      | 4     |
| 26   | Turquie                      | 1  | 2      | 2      | 5     |
| 27   | Irlande                      | 1  | 1      | 0      | 2     |
| 27   | Nouvelle-Zélande             | 1  | 1      | 0      | 2     |
| 29   | Slovaquie                    | 1  | 0      | 3      | 4     |
| 30   | Athlètes individuels neutres | 1  | 0      | 2      | 3     |
| 31   | Mexique                      | 1  | 0      | 0      | 1     |
| 31   | Mongolie                     | 1  | 0      | 0      | 1     |
| 31   | Équipe unifiée de l’ex-URSS  | 1  | 0      | 0      | 1     |
| 34   | Espagne                      | 0  | 3      | 0      | 3     |
| 34   | Thaïlande                    | 0  | 3      | 0      | 3     |
| 36   | Malaisie                     | 0  | 1      | 0      | 1     |
| 36   | Ukraine                      | 0  | 1      | 0      | 1     |
| 36   | Chili                        | 0  | 1      | 0      | 1     |
| 39   | Taipei chinois               | 0  | 0      | 2      | 2     |
| 40   | Inde                         | 0  | 0      | 1      | 1     |